# International Society for Dermatologic Surgery
Die International Society for Dermatologic Surgery (ISDS) ist eine international ausgerichtete medizinische Fachgesellschaft. Sie wurde 1978 von dem amerikanischen Dermatologen Perry Robins gegründet, um ein internationales Forum für dermatologische Chirurgie und ihren Patienten zu schaffen.

## Aufgaben und Ziele
Der Verein hat es sich zur Aufgabe gemacht, dermatologische Chirurgen international zusammenzubringen. So können auf qualifizierter Ebene innovative Techniken und Arbeit standardisiert werden sowie die Aus- und Weiterbildungsprogramme für die dermatologische Chirurgie verbessert werden.
Darüber hinaus fördert der Verein die Weiterbildung und Forschung auf dem Gebiet der dermatologischen und kosmetischen Chirurgie und verwandten Fachgebieten. Einmal im Jahr findet ein internationaler wissenschaftlicher Kongress auf wechselnden Kontinenten statt.
Mehrmals jährlich erscheint der ISDS ENVOY der allen Mitgliedern zugänglich ist.

## Kongresse
Die jährlich stattfindende Jahrestagung bietet den Teilnehmern die Möglichkeit, Wissen und Entwicklungen auf dem Gebiet der dermatologischen Chirurgie miteinander zu diskutieren. Auch die neusten Entwicklungen und Erfahrungen werden in Workshops praxisnah demonstriert und durch wissenschaftliches Rahmenprogramm abgerundet.

## Stipendien-Vergabe
Die auf den Gründer des ISDS, Perry Robins zurückzuführende Stipendien-Vergabe wird jährlich an eine Person vergeben, die ein besonderes Interesse an der Fortsetzung ihrer Ausbildung in der dermatologischen Chirurgie hat. Der Zweck dieses Stipendiums ist es vor allem, dem Preisträger seine Aus- und Weiterbildung an einer geeigneten Universität oder anderen Institution aufzunehmen bzw. fortzusetzen.

## Funktionäre
- Präsident: Joseph Alcalay (Israel)
- Vizepräsident: Loek Habbema (Niederlande)
- Schatzmeister: Anthony V. Benedetto (USA)
- Gründungspräsident: Perry Robins (Longone Medical Center N.Y., USA)
- Geschäftsführung: C. William Hanke (USA), Gerhard Sattler (Rosenparkklinik Darmstadt)